# Giovanni Antonio Onorati
Giovanni Antonio Onorati (falecido em 1606) foi um prelado católico romano que serviu como bispo de Terni (1591 – 1606).

## Biografia
No dia 20 de novembro de 1591, Giovanni Antonio Onorati foi nomeado Bispo de Terni durante o papado de Inocêncio IX. A 30 de novembro de 1591, foi consagrado bispo por Girolamo Bernerio, bispo de Ascoli Piceno, tendo Galeazzo Moroni, bispo de Macerata e Tolentino, e Ottavio Abbiosi, bispo de Pistoia, servindo como co-consagradores. Serviu como bispo de Terni até à sua morte em 1606.